# Perczel Ádám
Bonyhádi Perczel Ádám (Bonyhád, 1770. szeptember 14. – Pécs, 1833. augusztus 22.), Tolna vármegye 1809-dik inszurgens alezredese, több vármegye táblabírája, földbirtokos.

## Származás
Az előkelő nemesi származású bonyhádi Perczel család sarja. Apja bonyhádi Perczel Gábor (1736–1785), főszolgabíró, földbirtokos, anyja jobaházi Dőry Rozália (1748–1820). Az apai nagyszülei bonyhádi Perczel József (1699–1768), Tolna vármegye alispánja, földbirtokos és gyulai Gaál Katalin (1711–1770) voltak. Az anyai nagyszülei jobaházi Dőry Ádám (1716–1798), királyi tanácsos, Tolna vármegye alispánja, földbirtokos és petőházai Borbála Zeke (1721–1759) voltak. Fivérei: bonyhádi Perczel Gábor (1774–1856), 1809-ik inszurgens hadnagy, földbirtokos, valamint Perczel Sándor (1778–1861), nemesi felkelők gyalog századosa, Tolna és Baranya vármegyék táblabírája, földbirtokos. Perczel Sándor öccséhez hasonlóan ő is a katonai pályán kereste boldogulását, majd leszerelt. Unokaöccse, Perczel Sándor fia, bonyhádi Perczel Mór (1811–1899) Tolna vármegyei földbirtokos, honvédtábornok, az 1848–49 évi szabadságharc egyik katonai vezetője volt.

## Élete
1800-ban a Tolna megyei nemesi felkelők lovasszázadának első kapitánya, 1805-ben is. Amikor 1809-ben Napóleon csapatai az osztrákokat támadva Magyarországhoz közeledtek, sor került az utolsó magyar nemesi felkelésre. Országosan meghirdették az insurrectiót. Tolna vármegye március 28-án Hőgyészen tartott közgyűlésen arról döntött, hogy a megye által kiállítandó 40 fős lovagsereg meglegyen. Élni óhajtva az István nádor által adott lehetőséggel a felkelő- és lovassereg első kapitányának Perczel Ádámot nevezték ki. A dicstelen győri csatában számos, főleg a tiszántúli megyék csapatai részt sem tudtak venni, mert nem érkeztek meg a szükséges időre. Mivel Napóleon nem szállta meg az országot, a nemesi felkelés továbbra is érvényben maradt. Erre utal az 1810. január 8-án Szekszárdon tartott közgyűlés jegyzőkönyve, amely tudomásul veszi Perczel Ádám főhadnagyi rangra emelését és ígéri közbenjárását a nádornál, hogy e rangjában is a vármegyei nemes felkelő századnál maradhasson.
Az azonban tény, hogy életében jelentős adósságokat halmozott fel, így pl. felesége geszti részbirtokát 60 000 forintért adta zálogba. Ez azonban egy folyamatosan adósságokat felhalmozó életmód egyik jele volt csupán. Hosszú azok listája, akiktől kisebb nagyobb összegeket vett kölcsön. Amikor 1833. augusztus 22-én Pécsett elhunyt, teljesen rendezetlen vagyoni helyzetet, évekig elhúzódó csődpert hagyott feleségére. A csődeljárást vármegyei ítélettel Szekszárd mezővárosban 1838. január 22-én zárták le.

## Házassága

A barkóczi Rosty család címere.

1801. június 21-én Gesztiben feleségül vette a tekintélyes nemesi barkóczi Rosty családból való barkóczi Rosty Mária Franciskát (Somogygeszti, 1782. május 25. – Bonyhád, 1842. június 5.), akinek a szülei barkóczi Rosty Ferenc (1755–1803), földbirtokos és mindszenti Kapuváry Terézia (1760–1786) voltak. Az apai nagyszülei barkóczi Rosty János (1717–1762), földbirtokos és nemespulai Pulay Rozália voltak. Az apai nagyapai dédszülei barkóczi Rosty László (fl. 1710-1730) vasi főszolgabíró, földbirtokos, és a zalalövői Csapody családból való zalalövői Csapody Mária (fl. 1710-1714) voltak. Perczel Ádámné Rosty Franciskának az apai nagynénjei: Rosty Terézia, akinek a férje alsószelestey Szelestey Sándor (1731–1790), földbirtokos, szentviszlói Deseő Imréné Rosty Jusztina, és rajkai Friebisz János főszolgabíróné Rosty Julianna (1748–1796) voltak. Perczel Ádámné Rosty Franciska nagyapjának, Rosty Jánosnak a testvérei: barkóczi Rosty Ferenc (1718–1790), királyi tanácsos, Vas vármegyei alispán, földbirtokos, szalapatakai Nagy Mihály királyi tanácsosné Rosty Katalin és barkóczi Rosty Anna (1722–1784), akinek a férje boldogfai Farkas Ferenc (1713–1770) Zala vármegye alispánja, táblabíró, földbirtokos. Perczel Ádám és Rosty Franciska házasságából utód nem született.